# (4157) Izu
(4157) Izu es un asteroide perteneciente al cinturón de asteroides, descubierto el 11 de diciembre de 1988 por Yoshiaki Oshima desde el Observatorio Gekko, Kannami, Japón.

## Designación y nombre
Designado provisionalmente como 1988 XD2. Fue nombrado Izu en homenaje a la península de Izu que actualmente pertenece a la prefectura de Shizuoka.